# Robin Gibb
Robin Hugh Gibb (22. december 1949 – 20. maj 2012) var en britisk sanger og sangskriver. Han er bedst kendt for sin rolle i Bee Gees, som han dannede sammen med sin tvillingebror Maurice Gibb og sin ældre bror Barry Gibb.
Efter en karriere som varede over seks årtier stod Robin Gibb på scenen for sidste gang i februar 2012 (i London Palladium) under en støttekoncert til ære for det britiske militær. 20. maj 2012 døde Robin Gibb 62 år gammel efter længere tids kræftsygdom.
Robin Gibb (og de øvrige medlemmer af Bee Gees) var storebrødre til Andy Gibb, der døde som 30-årig efter et længerevarende Kokainmisbrug.
Robin Gibb besøgte Danmark i 2009, med en koncert med Danmarks Radios Symfoniorkester på Ledreborg Slot ved Lejre.